# Casa Marquesa
La Casa Marquesa és una obra amb elements del gòtic tardà de Sant Feliu de Guíxols (Baix Empordà) protegida com a Bé Cultural d'Interès Local.

## Descripció
L'únic exemple de les cases senyorials dels segles XVI - XVII, que s'ha conservat fins al dia d'avui sense excessives modificacions és la casa Marquesa. Amb una façana on s'hi poden apreciar els trets originals d'un sistema constructiu on predomina el ple sobre el buit, amb porta solar i absència de balcons, la casa s'organitza en planta baixa al voltant del pati d'arribada, planta noble, golfes sota coberta de teula a dues vessants. A l'interior destaquen el pati, el pou, l'escala, els abeuradors, la sala, els festejadors, etc.

## Història
Al segle xvii la ciutat encara era encerclada per muralles. A fora només hi havia el monestir i les cases adjacents, i a la banda de llevant el raval de Tueda format pels actuals carrers Major i Maragall. Els carrers importants eren, per tant, els de Joan Goula, Especiers, Sant Joan, Sant Pere, les Voltes, Clavé i la Plaça.